# Cantón de Sannois
El cantón de Sannois era una división administrativa francesa, que estaba situada en el departamento de Valle del Oise y la región de Isla de Francia.

## Composición
El cantón estaba formado por la comuna que le daba su nombre:
- Sannois

## Supresión del cantón de Sannois
En aplicación del Decreto n.º 2014-168 de 17 de febrero de 2014, el cantón de Sannois fue suprimido el 22 de marzo de 2015 y su comuna pasó a formar parte del nuevo cantón de Argenteuil-1.